# Inversão geomagnética

Polaridade geomagnética durante o final da era Cenozoica. As áreas escuras denotam períodos cuja polaridade corresponde à polaridade atual, as áreas claras denotam períodos cuja polaridade é inversa.

Uma inversão geomagnética é a mudança de orientação do campo magnético terrestre de tal forma que o norte e o sul magnéticos são intercambiados. Estes eventos implicam frequentemente um declínio prolongado da intensidade do campo seguido por uma recuperação rápida após o estabelecimento da nova orientação. Estes eventos ocorrem a uma escala de dezenas de milhares de anos ou mais, tendo a mais recente (a inversão de Brunhes–Matuyama) ocorrido há 780.000 anos.

## História
No início do século XX os geólogos repararam pela primeira vez que algumas rochas vulcânicas estavam magnetizadas segundo uma direção oposta à esperada. A primeira estimativa de quando haviam ocorrido as inversões magnéticas foi feita na década de 1920 por Motonori Matuyama, que observou que os campos magnéticos de algumas rochas do Japão estavam ao contrário e que estas rochas eram todas dos início do Pleistoceno ou mais antigas. Naquela altura, a polaridade da Terra era mal compreendida e a possibilidade de ocorrência de inversões suscitaram pouco interesse.
Três décadas mais tarde, quando o campo magnético da Terra era já mais bem compreendido, foram avançadas teorias que sugeriam a possibilidade da inversão do campo no passado remoto. A maioria da investigação sobre o paleomagnetismo durante a década de 1950 incluía o estudo da deriva polar e da deriva continental. Embora tenha sido descoberto que algumas rochas invertiam o seu campo magnético enquanto arrefeciam, tornou-se aparente que a maioria das rochas vulcânicas preservavam vestígios do campo magnético terrestre da época em que elas haviam arrefecido. Inicialmente pensou-se que as inversões ocorriam com período aproximadamente igual a 1 milhão de anos, mas durante a década de 1960 tornara-se aparente que a sua distribuição temporal era errática das inversões geomagnéticas.
Durante as décadas de 1950 e 1960 a informação sobre as variações do campo magnético terrestre foi recolhida sobretudo por meio de navios de investigação. Mas as rotas complexas das viagens oceânicas tornavam difícil a associação dos dados de navegação com as leituras de magnetómetro. Apenas quando os dados foram representados num mapa é que se tornou aparente que surgiam no fundo oceânico faixas magnéticas surpreendentemente regulares e contínuas.
Em 1963 Frederick Vine e Drummond Matthews forneceram uma explicação simples ao combinarem a teoria da expansão do fundo oceânico de Harry Hess com a escala temporal das inversões: se o novo fundo oceânico adquiria o campo magnético atual, a expansão a partir de uma crista central produziria faixas magnéticas paralelas à crista. O canadiano L. W. Morley propôs de modo independente uma explicação similar em janeiro de 1963, mas o seu trabalho foi rejeitado pelos periódicos científicos Nature e Journal of Geophysical Research, permanecendo por publicar até 1967, quando apareceu na revista literária Saturday Review. A hipótese Morley–Vine–Matthews foi o primeiro teste científico essencial à teoria da expansão do fundo oceânico da deriva continental.
Com início em 1966, cientistas do Observatório Geológico Lamont–Doherty descobriram que os perfis magnéticos através da dorsal pacífico-antártica eram simétricos e coincidiam com o padrão das cristas de Reykjanes do Atlântico Norte. As mesmas anomalias magnéticas foram encontradas sobre a maioria dos oceanos do mundo, permitindo que fosse estimada a idade da maior parte da crusta oceânica.
Por meio da análise dos dados paleomagnéticos, sabe-se hoje que o campo magnético terrestre inverteu a sua orientação dezenas de milhares de vezes desde a formação do planeta. Com a cada vez mais precisa Global Polarity Timescale (GPTS) (escala temporal global de polaridade) tornou-se aparente que a taxa à qual ocorrem as inversões ao longo do tempo variou consideravelmente no passado. Durante alguns períodos do tempo geológico (por exemplo o Longo Normal Cretácico), o campo magnético terrestre manteve uma só orientação durante dezenas de milhões de anos. Outras inversões parecem ter ocorrido muito rapidamente, com duas destas inversões durante um período de 50 000 anos. O geólogo Scott Bogue do Occidental College e Jonathan Glen do US Geological Survey encontraram mesmo evidências nas lavas antigas de Battle Mountain, Nevada, que indicam a possibilidade de uma inversão rápida do campo geomagnético num período de apenas quatro anos. A inversão foi datada como tendo aproximadamente 15 milhões de anos de idade. Crê-se que a última inversão (a inversão Brunhes–Matuyama) tenha ocorrido há cerca de 780 000 anos.

## Causas
A opinião científica encontra-se dividida quanto às causas das inversões geomagnéticas. Segundo uma teoria elas devem-se a eventos internos ao sistema que gera o campo magnético terrestre. Outra defende que elas devem-se a eventos externos.

### Eventos internos
Muitos cientistas creem que as inversões são uma característica inerente à teoria do dínamo sobre como é gerado o campo geomagnético. Em simulações por computador, observa-se que as linhas do campo magnético podem por vezes ficar entrançadas e desorganizadas devido aos movimentos caóticos do metal líquido no núcleo da Terra.
Em algumas simulações, tal desorganização conduz a uma instabilidade na qual o campo magnético assume espontaneamente a orientação oposta. Este cenário é apoiado pelas observações do campo magnético do sol, o qual sofre inversões espontâneas a cada 9-12 anos. Contudo, no caso do sol observa-se que a intensidade magnética solar aumenta muito durante a inversão, enquanto todas as inversões na Terra parece ocorrer durante períodos de baixa intensidade do campo.
Os métodos computacionais atuais usaram grandes simplificações de modo a produzirem modelos que podem ser corridos em escalas temporais aceitáveis para os programas de investigação.

### Eventos externos
Outros, como Richard A. Muller, creem que as inversões geomagnéticas não são processos espontâneos mas antes desencadeadas por eventos externos que interrompem diretamente o fluxo no núcleo da Terra. Tais processos podem incluir a chegada de lajes continentais arrastadas para baixo em direção ao manto por ação da tectónica de placas nas zonas de subducção, a iniciação de novas plumas mantélicas a partir da fronteira núcleo-manto, e possivelmente forças de corte núcleo-manto resultantes de eventos de impacto muito grandes. Os apoiantes desta teoria defendem que qualquer um destes eventos poderia levar à interrupção do dínamo em grande escala, desligando efetivamente o campo geomagnético. Dado que o campo magnético é estável tanto na orientação Norte-Sul atual como numa orientação inversa, propõe-se que quando o campo recupera de uma tal interrupção, ele "escolhe" espontaneamente um ou outro estado, de forma que uma recuperação é vista como uma inversão em cerca de metade de todos os casos.
São também conhecidas interrupções breves que não resultam numa inversão, designando-se excursões geomagnéticas.

## Observação do campo magnético no passado

Polaridade geomagnética desde meados do Jurássico. As áreas escuras denotam períodos em que a polaridade corresponde à atual, as áreas claras denotam períodos em que a polaridade é inversa.

As inversões passadas podem ser e foram registadas em minerais de depósitos sedimentares solidificados ou fluxos de lava arrefecidos sobre terra ferromagnéticos (ou mais precisamente ferrimagnéticos).
Porém, originalmente, reparou-se no registo das inversões geomagnéticas antigas pela primeira vez durante a observação das "anomalias" magnéticas em faixas no fundo oceânico. Lawrence W. Morley, Frederick John Vine e Drummond Hoyle Matthews fizeram a ligação com a expansão dos fundos oceânicos da hipótese Morley-Vine-Matthews o que em breve levaria ao desenvolvimento da teoria da tectónica de placas. Dados que o fundo oceânico expande-se a uma velocidade relativamente constante, tal resulta em "faixas" evidentes do substrato a partir das quais a polaridade do campo magnético no passado pode ser inferida ao observar os dados obtidos a partir de um magnetómetro arrastado ao longo do fundo oceânico.
Contudo, uma vez que não existe fundo oceânico não subduzido (ou fundo oceânico encavalado em placas continentais, como no caso dos ofiolitos) muito mais antigo que 180 milhões de anos de idade, são necessários outros métodos para detectar inversões mais antigas. A maioria das rochas sedimentares incorporam pequenas quantidades de minerais ricos em ferro, cuja orientação é influenciada pelo campo magnético ambiente ao tempo da sua formação. Sob condições favoráveis, é possível assim extrair informação sobre as variações do campo magnético a partir de muitos tipos de rochas sedimentares. Porém, processos diagenéticos subsequentes ao enterramento podem apagar as evidências do campo original.
Uma vez que o campo magnético está presente em todo o globo, a descoberta de padrões semelhantes de variações magnéticas em sítios diferentes é um método usado para correlacionar idades entre vários locais. Nas últimas quatro décadas foram recolhidas grandes quantidades de dados paleomagnéticos sobre as idades dos fundos oceânicos (até ~250 Ma), dados estes que se tornaram uma importante e conveniente ferramenta para estimar as idades de secções geológicas. Não é um método de datação independente, dependendo dos métodos de datação "absoluta"como sistemas radioisotópicos para derivar idades numéricas. Tornou-se especialmente útil para os geólogos metamórficos e ígneos, os quais raramente dispõem de fósseis característicos para estimarem idades.

## Escala de tempo da polaridade geomagnética

### Frequência variável das inversões geomagnéticas ao longo do tempo
A frequência das inversões campo magnético da Terra tem variado muito ao longo do tempo. Há 72 milhões de anos (Ma), o campo inverteu-se 5 vezes no intervalo de um milhão de anos. Durante um período de 4 milhões de anos centrado na idade de 54 milhões de anos, ocorreram 10 inversões; há cerca de 42 milhões de anos, ocorreram 17 inversões num intervalo de 3 milhões de anos. Durante um período de 3 milhões de anos centrado na idade de 24 milhões anos, ocorreram 13 inversões. Num período de 12 milhões de anos, centrado na idade de 15 milhões de anos, ocorreram pelo menos 51 inversões. Estas eras de inversões frequentes são contrabalançadas por uns poucos "supercrons" - períodos longos em que não ocorreram inversões.
Durante muito tempo presumiu-se que a frequência das inversões geomagnéticas é aleatória; em 2006, uma equipa de físicos da Universidade da Calábria descobriu que as inversões seguem uma distribuição de Lévy, a qual descreve processos estocásticos com correlações de longo alcance entre eventos separados no tempo.

### Supercron Normal Longo do Cretáceo
Um longo período de tempo durante o qual não ocorreram inversões dos polos magnéticos, o Normal Longo do Cretáceo (NLC, também chamado Supercron do Cretáceo ou C34) durou quase 40 milhões de anos, entre 120 e 83 milhões de anos atrás.Este período de tempo inclui estágios do período Cretáceo do Aptiano ao Santoniano, e pode ver-se ao observar a frequência das inversões magnéticas imediatamente anteriores e posteriores ao NLC, que a frequência decresceu regularmente antes deste período, atingindo o seu ponto mais baixo (sem inversões) durante o período NLC. Após o Supercron do Cretáceo a frequência das inversões aumentou lentamente ao longo dos 80 milhões de anos seguintes, até ao presente.

### Zona Calma do Jurássico
A Zona Calma do Jurássico é uma secção do fundo oceânico que é completamente desprovida de faixas magnéticas que possam ser detectadas em qualquer outro local. Tal poderia significar que houve um período longo de estabilidade polar durante o período Jurássico semelhante ao Supercron do Cretáceo. Outra possibilidade é que, uma vez que se trata da secção mais antiga do fundo oceânico, qualquer magnetização que pudesse haver existido se tenha já degradado. A Zona Calma do Jurássico existe em locais  ao longo das margens continentais do Oceano Atlântico bem como em partes do Pacífico Ocidental (como imediatamente a leste da fossa das Marianas).

### Supercron Inverso Longo Kiamano
Este longo período sem inversões geomagnéticas durou desde aproximadamente o final do Carbonífero até ao final do Pérmico, ou mais de 50 milhões de anos, entre 316 e 262 milhões de anos atrás. O campo magnético tinha orientação inversa da atual. O nome "Kiamano" deriva da aldeia australiana de Kiama, onde, em 1925, foram descobertas algumas das primeiras evidências geológicas deste supercron.

### Supercron Inverso Moyero
Suspeita-se que este período do Ordovícico durando mais de 20 milhões de anos (485 a 463 milhões de anos) inclua outros supercrons (Pavlov &. Gallet 2005, Episodes, 2005). Mas até agora este possível supercron apenas foi encontrado na Sibéria, na secção do rio Moyero a norte do círculo polar ártico.

## Futuro do campo presente

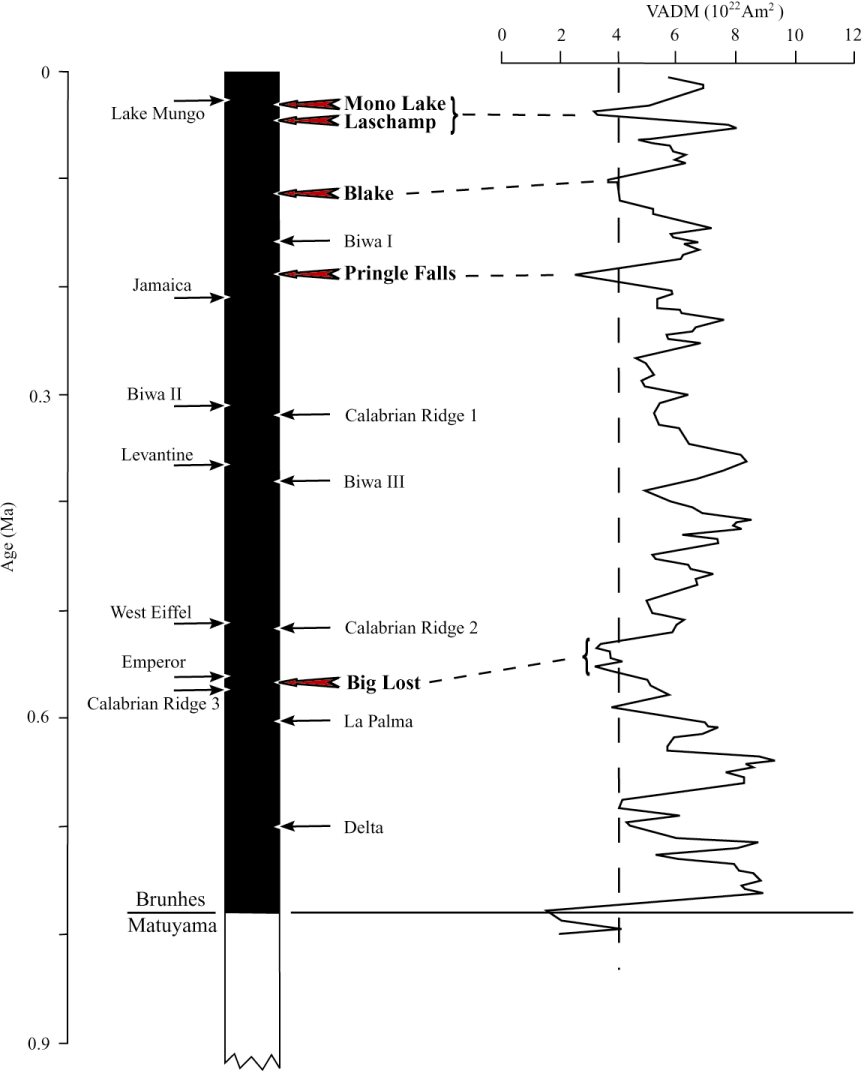
Variações geomagnéticas desde a última inversão.

Na atualidade, o campo geomagnético como um todo está a enfraquecer; a forte deterioração presente corresponde a um declínio de 10–15% ao longo dos últimos 150 anos e que tem acelerado nos últimos anos; porém, a intensidade geomagnética decresceu quase continuamente desde um máximo de 35% acima do valor moderno atingido há aproximadamente 2000 anos. A taxa de diminuição e a força atual encontram-se dentro do intervalo de variação normal, como mostram os registos dos campos magnéticos passados em rochas.
A natureza do campo magnético da Terra é de flutuação heteroscedástica. Uma medição instantânea do campo, ou várias medições ao longo de várias décadas ou séculos, não é suficiente para extrapolar uma tendência global na força do campo. Tem aumentado e diminuído no passado sem razão aparente. Adicionalmente, a intensidade local do campo dipolo (ou a sua flutuação) é insuficiente para se caracterizar o campo magnético terrestre como um todo, dado que não é estritamente um campo dipolo. A componente dipolo do campo magnético terrestre pode diminuir mesmo quando o campo magnético total permanece inalterado ou se intensifica.
O polo norte magnético da Terra encontra-se em deriva do norte do Canadá em direção à Sibéria com uma taxa atualmente crescente — 10 km por ano no início do século XX, 40 km por ano em 2003, e 64 km atualmente, acumulando um deslocamento de 1.100 quilômetros ao norte do ponto em que pesquisadores o localizaram pela primeira vez.
Glatzmaier e o seu colaborador Paul Roberts da UCLA fizeram um modelo numérico dos processos eletromagnéticos e de dinâmica de fluidos no interior da Terra. Os resultados da sua simulação computacional reproduziram caraterísticas-chave do campo magnético ao longo de mais de 40 000 anos de tempo simulado. Adicionalmente, o campo gerado por computador inverteu-se.

## Efeitos na biosfera e na sociedade humana
Dado que a inversão do campo magnético nunca foi observada por humanos com instrumentação, e como o mecanismo da geração do campo não é bem compreendido, é difícil dizer quais serão as caraterísticas do campo magnético conducentes a uma tal inversão.
Alguns especulam que um campo magnético muito diminuído durante um período de inversão exporá a superfície da Terra a um aumento substancial e potencialmente danoso da radiação cósmica. Contudo, o Homo erectus e os seus antepassados certamente sobreviveram a muitas inversões prévias, embora não dependessem de sistemas informáticos que pudessem ser danificados por grandes ejeções de massa coronal.
Não existem provas incontestadas de que um campo magnético tenha alguma vez causado uma extinção biológica. Uma possível explicação é que o vento solar pode induzir um campo magnético na ionosfera da Terra suficiente para proteger a superfície de partículas energéticas, mesmo na ausência do campo geomagnético normal.
Outra possível explicação é que o campo magnético  não desaparece completamente, formando-se muitos polos de modo caótico e em locais diferentes durante a inversão, até estabilizar novamente.